# قائمة رؤساء سلوفاكيا
هذه قائمة رؤساء جمهورية سلوفاكيا خلال الحرب العالمية الثانية وبعد الانفصال عن جمهورية التشيك عام 1993 ، ومما يجدر ذكره أنه في الفترتين (1918 - 1939) و (1945 - 1990) كانت سلوفاكيا جزءا من جمهورية تشيكوسلوفاكيا ومن ثم جمهورية التشيك وسلوفاكيا الاتحادية .

## دولة سلوفاكيا (1939 - 1945)
- يوزيف تيسو (26 أكتوبر 1939 – 3 أبريل 1945)

## جمهورية سلوفاكيا (1993 - الآن)
| No. | الصورة | الاسم (الميلاد–الوفاة)          | الفترة        | الفترة        | الفترة   | الحزب السياسي | الانتخابات |
| No. | الصورة | الاسم (الميلاد–الوفاة)          | استلم المنصب  | ترك المنصب    | المدة    | الحزب السياسي | الانتخابات |
| --- | ------ | ------------------------------- | ------------- | ------------- | -------- | ------------- | ---------- |
| 1 |        | ميكال كوفاتش (1930–2016)        | 2 مارس 1993   | 2 مارس 1998   | 5 سنوات  | HZDS          | 1993 ‏      |
| انتخابات الرئاسة السلوفاكية 1998 ‏ الرؤساء بالوكالة: فلاديمير ميتشيار وإيفان غاشباروفيتش (1998 - 1999)، لاحقًا ميكولاش دزوريندا وJozef Migaš (1999) |        |                                 |               |               |          |               |            |
| 2 |        | رودولف شوستر (مواليد 1934)      | 15 يونيو 1999 | 15 يونيو 2004 | 5 سنوات  | SOP           | 1999 ‏      |
| 3 |        | إيفان غاشباروفيتش (مواليد 1941) | 15 يونيو 2004 | 15 يونيو 2014 | 10 سنوات | HZD           | 2004       |
| 3 | لا أحد | إيفان غاشباروفيتش (مواليد 1941) | 15 يونيو 2004 | 15 يونيو 2014 | 10 سنوات | 2009 ‏         |            |
| 4 |        | آندريه كيسكا (مواليد 1963)      | 15 يونيو 2014 | 15 يونيو 2019 | 5 سنوات  | لا أحد        | 2014 ‏      |
| 5 |        | زوزانا تشابوتوفا (مواليد 1973)  | 15 يونيو 2019 | 15 يونيو 2024 | 5 سنوات  | PS            | 2019       |
| 6 |        | بيتر بيليجريني (مواليد 1975)    | 15 يونيو 2024 | في المنصب     | 268 أيام | Hlas          | 2024       |